# 반바지
반바지(문화어: 무릎바지)는 보통 아랫단이 무릎 부근이나 그 위로 오는 짧은 바지를 말한다. 반바지는 골반 부위에 착용하는 의복으로, 허리를 감싸고 갈라져 다리의 윗부분을 덮으며 때로는 무릎까지 연장되지만 다리 전체 길이를 덮지는 않는다. 반바지는 일반적으로 따뜻한 날씨나 다리 보호보다 편안함과 공기 흐름이 더 중요한 환경에서 착용된다.
상황에 따라 정장으로 착용할 수 있는 무릎 길이의 짧은 바지부터 수영복 및 운동용 반바지까지 다양한 반바지가 있다. 헐렁한 반바지와 비슷한 분할 스커트인 퀼로트와 같은 일부 유형의 반바지는 일반적으로 여성이 착용한다.

## 같이 보기
- 바지
- 민소매